# Diane Kruger
Diane Kruger (registrada al nacer como Diane Heidkrüger; Algermissen, Hildesheim, 15 de julio de 1976) es una modelo y actriz de cine y televisión alemana.
Es conocida por sus actuaciones en películas como Troya, Wicker Park, Joyeux Noël, National Treasure, Mr. Nobody, Inglourious Basterds, entre otras.

## Primeros años
Kruger nació en Algermissen, Alemania. Su madre, Maria-Theresia, trabajaba en un banco, y su padre, Hans-Heinrich Heidkrüger, era impresor. De niña estudió ballet en la escuela Freese-Baus. Destacó mucho en la danza, así que a la edad de 13 años la enviaron a estudiar ballet con el Ballet Real en Londres. Sus padres se divorciaron más tarde, a raíz de los problemas de su padre con el alcohol.
A los 15 años formó parte en el concurso de modelos Look of the Year, donde llegó hasta la final. Se trasladó luego a París, la ciudad más importante en el mundo de la moda, y abandonó la enseñanza secundaria. Fue fichada por la agencia Elite y pronto desfilaría por las pasarelas con firmas como Dior, Yves Saint Laurent o Giorgio Armani.
Diane estudió arte dramático en París y Nueva York, y luego quiso actuar en la película de Luc Besson El quinto elemento, pero no pudo hacerlo pues no hablaba francés con la suficiente fluidez.

## Carrera
En 2002 y motivada por su entonces esposo, el actor francés Guillaume Canet, que actuó en La playa, Diane se introdujo en el mundo de la interpretación y apareció por primera vez en una película, The Piano Player, con Christopher Lambert y Dennis Hopper. Después de este comienzo, Diane actuó en algunos filmes franceses, como Mon idole (2002), Ni a favor ni en contra (sino todo lo contrario) (2003) y 24 horas al límite (2003).

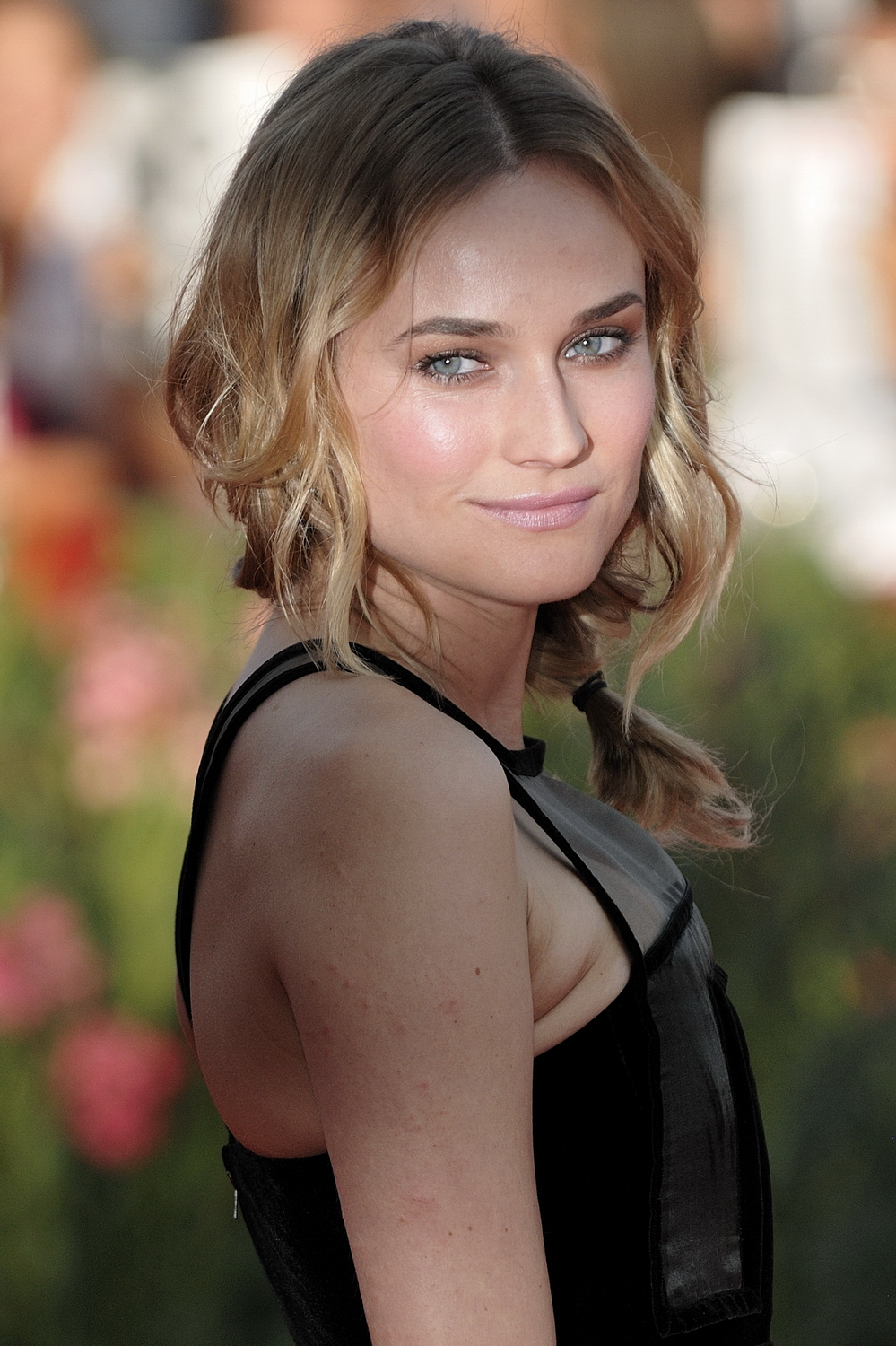
Kruger en la ceremonia de la 66.ª edición del Festival de Venecia en 2009.

En 2004 tomó parte junto a Rose Byrne y Josh Hartnett en la película romántica Wicker Park, en la que se alberga una de sus mejores actuaciones románticas.
Es en el filme Troya (2004), la película de Wolfgang Petersen, donde Diane Kruger logra su papel más conocido, el de Helena. En esta película trabajó con actores de renombre como Brad Pitt, Orlando Bloom, Sean Bean, Eric Bana, y con la no tan conocida por aquel entonces Rose Byrne además del mítico Peter O'Toole. En esta película, interpretó a Helena, la mujer más bella de su época, sobre lo que dijo: Algunos podrían decir: sí, ella debería ser Helena, tan solo basta con apreciar su belleza.
En 2004 hizo National Treasure. Su papel en esta película fue un importante impulso en su carrera. Protagonizando la película junto a Nicolas Cage, interpreta a Abigail Chase, quien acompaña a Ben Gates (Cage) y a Riley Poole (Justin Bartha) en la búsqueda de un tesoro en la que se ven envueltos diversos personajes de la historia de Estados Unidos como Benjamin Franklin.
La película tuvo su secuela, National Treasure: Book of Secrets, en diciembre de 2007. En el 2008 hizo la película francesa Pour elle, en la que representa a una mujer encarcelada injustamente por el homicidio de su jefa.
En 2009 formó parte del reparto de Inglourious Basterds, película de Quentin Tarantino, como la exquisita agente encubierta Bridget von Hammersmark. En ella cuajó una destacada actuación junto a Christoph Waltz, Mélanie Laurent y, de nuevo, con Brad Pitt.
En 2012 obtuvo el papel de la reina María Antonieta de Austria en la película francesa Les Adieux à la reine, dirigida por Benoît Jacquot.
Diane Kruger protagoniza la serie de televisión estadounidense The Bridge estrenada en 2013.

## Vida personal

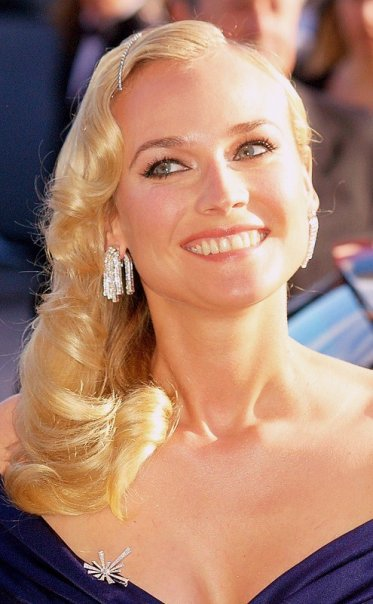
Diane Kruger, Festival de Cannes 2009.

Estuvo casada desde 2001 hasta 2006 con el actor francés Guillaume Canet, matrimonio que terminó en divorcio. Su última pareja fue el actor canadiense Joshua Jackson, del cual se separó en julio de 2016. Actualmente se encuentra en una relación amorosa con el actor Norman Reedus, con el cual fue vista por primera vez en verano de 2016. En mayo de 2018 se hizo público su embarazo. Dio a luz a su única hija en noviembre de 2018.
En 2013, Kruger adquirió la nacionalidad estadounidense por naturalización.
Diane Kruger habla fluidamente francés e inglés, aparte de su idioma materno, el alemán.
Desde la infancia, Kruger padece hiperactividad y toma Ritalin.

## Filmografía
| Año  | Título                                           | Papel                      |
| ---- | ------------------------------------------------ | -------------------------- |
| 2002 | Whatever You Say (Mon idole)                     | Clara Broustal             |
| 2002 | The Piano Player                                 | Erika Nile                 |
| 2003 | Ni a favor ni en contra (sino todo lo contrario) | Call-girl                  |
| 2003 | 24 horas al límite                               | Julie Wood                 |
| 2004 | Troya                                            | Helena                     |
| 2004 | Wicker Park                                      | Lisa                       |
| 2004 | National Treasure                                | Abigail Chase              |
| 2005 | Feliz navidad                                    | Anna Sörensen              |
| 2005 | Frankie                                          | Frankie                    |
| 2006 | Copying Beethoven                                | Anna Holtz                 |
| 2006 | Les Brigades du tigre                            | Constance Radetsky         |
| 2006 | Adiós Bafana                                     | Gloria Gregory             |
| 2007 | National Treasure: Book of Secrets               | Abigail Chase              |
| 2007 | La sombra del cazador                            | Mirjana                    |
| 2007 | La edad de la ignorancia                         | Véronica Star              |
| 2008 | Pour Elle                                        | Lisa                       |
| 2009 | Inglourious Basterds                             | Bridget von Hammersmark    |
| 2009 | Mr. Nobody                                       | Anna                       |
| 2011 | Sin identidad                                    | Gina                       |
| 2011 | Fuerzas Especiales                               | Elsa                       |
| 2012 | Les Adieux à la reine                            | María Antonieta de Austria |
| 2012 | Un plan parfait                                  | Isabelle Lefebvre          |
| 2013 | The Host                                         | La buscadora               |
| 2013 | Guillaume y los chicos, ¡a la mesa!              | Ingeborg                   |
| 2014 | The Better Angels                                | Sarah Lincoln              |
| 2015 | Sky                                              | Parisian Romy              |
| 2016 | The Infiltrator                                  | Kathy Ertz                 |
| 2017 | Aus dem Nichts                                   | Katja Sekerci              |
| 2018 | Bienvenidos a Marwen                             | Deja Thoris                |
| 2019 | Agente Infiltrada                                | Rachel                     |
| 2022 | Agentes 355                                      | Marie Schmidt              |
| 2022 | Marlowe                                          | Cavendish                  |
| 2023 | Oscura obsesión                                  | Estelle                    |
| 2024 | The Shrouds                                      | Becca / Terry / Hunny      |
| 2024 | Longing                                          | Alicia                     |
| 2024 | The American                                     | Tatiyana Volkova           |

#### Televisión
- Duelles (serie de TV, 2002)
- Fringe (serie de TV, 2010)
- The Bridge (serie de TV, 2014)
- QT8: The First Eight (documental sobre Quentin Tarantino, 2019)

## Premios y distinciones
Festival Internacional de Cine de Cannes
| Año  | Categoría    | Película     | Resultado |
| ---- | ------------ | ------------ | --------- |
| 2017 | Mejor actriz | En la sombra | Ganadora  |

- 2003: Cannes Film Festival - Trofeo Chopard a la Actriz Revelación.
- 2004: Bambi Award - A su carrera.
- 2009: Premios del Sindicato de Actores - Mejor reparto por Inglourious Basterds.
- 2010: Golden Camera - Mejor actriz Internacional por Inglourious Basterds.

## Distinciones honoríficas
- Oficial de la Orden de las Artes y las Letras (República Francesa, 22/09/2014).[8]